# Ellen Anckarsvärd
Anna Lovisa Eleonora "Ellen" Anckarsvärd (10 de diciembre de 1833 - 8 de diciembre de 1898) fue una activista sueca por los derechos de la mujer. Fue cofundadora y secretaria de la Asociación de Derechos de la Propiedad de la Mujer Casada (sueco: Föreningen för gift kvinnas äganderätt) en 1873; cofundadora y vicepresidenta de Handarbetets Vänner en 1874; cofundadora (1884) y vicepresidenta (1896-1898) de la asociación Fredrika-Bremer-Förbundet; presidenta del Svenska Kvinnors Nationalförbund (Consejo Nacional Sueco de Mujeres) en 1896-1898 y presidenta del Läsesalongen en los años 1896-1898.

## Vida
Ellen Anckarsvärd era hija del arquitecto Per Axel Nyström. En 1862 se casó con el arquitecto Theodor Anckarsvärd. Anckarsvärd sería madre del diplomático Cossva Anckarsvärd y madre de acogida del artista Louis Sparre.
Ellen Anckarsvärd estaba destinada a convertirse en una de las figuras más destacadas de la primera generación del movimiento organizado feminista en Suecia. En 1873 tomó junto a Anna Hierta-Retzius la iniciativa de establecer la Asociación de Derechos de la Propiedad de la Mujer Casada (Föreningen för gift kvinnas äganderätt), la primera organización por los derechos de la mujer en el país y donde trabajaría como secretaria durante muchos años. Según Anna Hierta-Retzius, Anckarsvärd era «con su intelecto y su eficacia la figura principal de la organización».
En 1874 cofundó el Handarbetets Vänner (Amigos de la Artesanía) y se encargó del ámbito económico de dicha organización hasta su ascenso a vicepresidenta. Fue miembro de la sociedad literaria Läsesalongen (Sala de lectura) desde 1874 hasta 1896, y presidenta a partir del año 1896.
En 1884 fue una de las fundadoras de la Fredrika-Bremer-Förbundet, la principal organización por los derechos de la mujer en el siglo XIX. Según Ellen Key, Anckarsvärd «era una buena organizadora, para la cual no existía problema jurídico o práctico difícil de solucionar, y trabajó como el asesora jurídica de la organización». Ha sido referida como la sucesora de Sophie Adlersparre dentro del movimiento sueco por los derechos de la mujer burguesa, con quien mantuvo una relación cercana de compañerismo de la que una vez se dijo: «Es de Adlersparre de quien nacen las ideas, pero es Anckarsvärd quien las hace crecer».
En los años 1896-1898 ejerció como presidenta del Svenska Kvinnors Nationalförbund (Consejo Nacional Sueco de Mujeres), el cual pasó a formar parte de Consejo Internacional de Mujeres en 1898. Acogió el Congreso de Mujeres Nórdicas, planificado por la organización en 1897. Ejerció como presidenta del Comité de Mujeres de la Exposición de Chicago, y como miembro de la sociedad caritativa Klara Parish, de la institución de diaconisas y de la revista Idun.

Ellen Key describe a Anckarsvärd como una mujer «frágil de cabellos rubios, con una constitución delicada y un temperamento tranquilo, reservado y humilde, pero con una inteligencia y una fuerza de voluntad asombrosas, y una habilidad para centrarse en la materia en cuestión. Era, a través de su eficacia como organizadora y administradora, una pilar central en las organizaciones en las que participaba». En un artículo conmemorativo en la revista Idun, Ellen Key escribió:
Muy rubia, pálida y frágil, una criatura delicada y diminuta, no sólo débil, sino también propensa a enfermar; tal era la superficie de esa mujer, en cuyo frágil físico albergó el talento más masculino que nunca haya encontrado en un miembro del sexo femenino. [...] Nunca he visto a ninguna mujer centrarse tan exclusivamente en algo sin acabar consumida por ello. [...] Una amiga en común, la ahora señora Von Vollmar, de aguda inteligencia, exclamó una vez [...], después de una de nuestras reuniones con Anckarsvärd en la Asociación de Derechos de la Propiedad de la Mujer Casada, que Ellen Anckarsvärd calculaba y respondía mejor a estos temas dormida que nosotras mientras estábamos despiertas. Cuándo se añade que dentro de esta frágil criatura, [...] existía esa fortaleza, [alguien] que era capaz de llevar tal cantidad de asignaciones con una sonrisa cuando otros se habrían rendido; entonces uno comprenderá cómo de superior era Ellen Anckarsvärd en aquellas áreas en las estaba activa.